# Maya Kidowaki
Maya Kidowaki (木戸脇 真也?, Kidowaki Maya; Prefettura di Kyoto, 17 maggio 1969) è un'ex tennista giapponese.

## Carriera
Nel circuito principale ha raggiunto la semifinale al Singapore Open 1990 dove è stata sconfitta da Naoko Sawamatsu, nel doppio femminile ha conquistato due titoli a Tokyo, il primo nel 1991 e il secondo nel 1993.
Ha fatto parte della squadra giapponese di Fed Cup dal 1990 al 1992 vincendo tre incontri e perdendone altrettanti, ha rappresentato la sua nazione anche alle olimpiadi di Barcellona 1992 in coppia con Kimiko Date ma sono state sconfitte al secondo turno.

## Statistiche

### Doppio

#### Vittorie (2)
| Numero | Anno | Torneo                                 | Superficie | Compagna    | Avversarie in finale      | Punteggio     |
| 1.     | 1991 | Japan Open Tennis Championships, Tokyo | Cemento    | Amy Frazier | Yone Kamio Akiko Kijimuta | 6–2, 6–4      |
| 2.     | 1993 | Japan Open Tennis Championships, Tokyo | Cemento    | Ei Iida     | Li Fang Kyōko Nagatsuka   | 6–2, 4–6, 6–4 |